# Azteca 7
Azteca 7 (bekannt als: El Siete) ist ein mexikanischer Fernsehsender von TV Azteca, der hauptsächlich mit Canal 5 von Televisa konkurriert.
Sein Programm richtet sich hauptsächlich an Kinder und Jugendliche, es sendet Zeichentrickfilm sowie Anime von 7:00 bis 17:00 Uhr, sein Programm ändert sich für ein erwachseneres Publikum, es sendet sowohl Originalserien als auch erworbene, es werden auch Sportübertragungen übertragen und Spiele der Liga MX und American Football sowie Filme erworben von The Walt Disney Company, Fox Broadcasting Company, Sony Pictures Television, Warner Bros., NBCUniversal, Paramount Global, unter anderem.

## Geschichte

### XHIMT-TDT und Imevisión-Ära (1985–1991)

Red Nacional 7-Logo im Jahr 1985

Vor 1985 hatte Mexiko-Stadt damals die Kanäle 2, 4, 5, 8, 11 und 13 und um Kanal 7 zu schaffen, musste eine Neuanordnung der Signale vorgenommen werden, Das XHTM-TDT-Signal von Televisa wurde in Kanal 9 umgewandelt, Die XEX-TV- und XEQ-TV-Signale von Puebla brachten Kanal 8 hervor. Am 15. Mai 1985 brachte Imevisión das XHIMT-TDT-Signal hervor, das als dritte Station dieser Station das Schwestersignal von XHDF-TDT (Kanal 13) und XEIMT-TDT (Kanal 22) war und 99 Repeater im mexikanischen Gebiet hatte, wo es 72 % der Bevölkerung erreichen würde, Red Nacional 7 (auf Deutsch: Nationales Netzwerk 7) hat sich auf die Ausstrahlung von Programmen für die Arbeiterklasse und die ländlichen Gebiete Mexikos spezialisiert.

### Zusammenbruch von Imevisión und Übernahme durch Salinas Pliego (1993–)
Nach den Problemen und dem späteren Zusammenbruch von Imevisión veranlasste die damalige mexikanische Regierung den Erwerb der XHIMT- und XHDF-Signale von Carlos Salinas de Gortari für deren späteren Verkauf, sie wurden vom Eigentümer der Elektra-Geschäfte, Ricardo Salinas Pliego, erworben und mit denen 1993 Televisión Azteca gegründet wurde.

Tu Visión Logo (1993)

XHIMT-TDT würde unter dem Namen Tu visión unter Azteca operieren, der Kanal würde beginnen, hauptsächlich Kinderserien, Sport, ausländische Serien und Filme zu senden und mit Canal 5 von Televisa konkurrieren.